# 1999 RK169
1999 RK169 är en asteroid i huvudbältet som upptäcktes den 9 september 1999 av LINEAR i Socorro County, New Mexico.
Asteroiden har en diameter på ungefär 9 kilometer.